# Euphorbia sultan-hassei
Euphorbia sultan-hassei är en törelväxtart som beskrevs av Arne Strid, Bengt Bentzer, Roland von Bothmer, Lennart Engstrand och Mats Gustafsson 1989. Euphorbia sultan-hassei ingår i släktet törlar, och familjen törelväxter.
Artens utbredningsområde är Kreta. Inga underarter finns listade i Catalogue of Life.
Arten är skämtsamt uppkallad efter auktorernas professor Hans Runemark - "Sultan Hasse".